# Francisco Whitaker
Francisco Whitaker Ferreira (dit Chico Whitaker), né en 1931 à São Paulo au Brésil, architecte de formation, est un militant altermondialiste brésilien au Parti des Travailleurs brésilien, l'un des organisateurs du Forum social mondial de Porto Alegre et secrétaire exécutif de la Commission brésilienne Justice et paix (organisme émanant de l’épiscopat brésilien). 
Il est récipiendaire du Right Livelihood Award en 2006. Francisco Whitaker est conseiller du Conseil pour l'avenir du monde. 
Il est membre du comité de parrainage du tribunal Russell sur la Palestine dont les travaux ont été présentés le 4 mars 2009.

## Biographie
Chico Whitaker a commencé son engagement social dans les années 1950 comme étudiant en architecture et membre du JUC  (Jeunesse Universitaire Catholique) qui repose sur l'idée de s'impliquer dans son propre milieu. En 1957, dès l'obtention de son diplôme d'architecte-urbaniste, Chico Whitaker collabore avec Louis-Joseph Lebret, fondateur à Sao Paulo de SAGMAS, un institut pour lequel Chico Whitaker réalise des enquêtes sur les structures urbaines brésiliennes.
De 1962 à 1963, directeur de la SAGMAS, Chico Whitaker travaille sur la planification urbaine et les projets de réforme agraire pour le gouvernement brésilien.
De 1963 à avril 1964, il est directeur de la planification de la SUPRA, avant de rejoindre le mouvement d'opposition contre le régime militaire du pays en 1964.  
À la fin du concile Vatican II, en 1965, il commence sa collaboration avec les théologiens de la libération comme l'évêque Hélder Câmara et Paulo Freire, sous l'influence de Leonardo Boff. Il est assesseur à la Conférence nationale des évêques du Brésil (CNBB), pour les questions de planification pastorale.
En 1966, il s'exile, avec sa femme Stella et quatre enfants, en France durant la dictature militaire, à la suite de son action de militant chrétien.
Dans les années 1970, Chico Whitaker vit et travaille en France. Il est d'abord enseignant à l'IRFED, puis, de 1968 à 1970, chef de projet pour le Comité catholique contre la faim et pour le développement. Chico Whitaker prépare ; il est conseiller pour l'UNESCO, travaille pour l'Organisation des Nations unies, au Chili, via le CEPAL dans les efforts pour le développement économique en Amérique latine, sous le gouvernement Allende.
 Après le coup d'état, Stella et Chico Whitaker se consacrent à l'action politique, abandonnant leurs métiers respectifs (psychologue et architecte).
Après son retour au Brésil, Chico Whitaker travaille à l'organisation des mouvements de solidarité parmi les chômeurs. Il est aussi l'assistant de l'archevêque de São Paulo, le cardinal Paulo Arns. Il est l'un des principaux initiateurs du mouvement civil pour une participation universelle à la création de la constitution.
Chico Whitaker organise « une initiative populaire » qui propose 122 amendements au projet de constitution. De 1989 à 1996, il est conseiller de São Paulo, au nom du Parti des travailleurs (PT).
De 1996 à 2003, il est secrétaire exécutif commission Justice et Paix de la Conférence nationale des évêques du Brésil. 
Chico Whitaker est à l'origine  d'un projet de loi contre la corruption électorale, et en particulier l'achat de voix. Cet amendement recueille un million de signatures et il est approuvé par le Congrès en 1999. Il a eu un grand impact : plus de 400 maires, députés et conseillers ont été impliqués dans la corruption électorale en 2000, et perdent leur mandat.
En 2001 à Porto Alegre au Brésil, Chico Whitaker est cofondateur du Forum social mondial en réponse au Forum économique mondial. Car, Chico Whitaker est convaincu que l'on ne peut pas changer le monde à travers la seule sphère politique : « si on ne change pas nos comportements personnels, nos habitudes de consommation, le problème du climat ne sera pas résolu ».

Chico Whitaker démissionne du PT avec fracas en janvier 2006, en raison de désaccord sur les dérives éthiques marquant le mandat de Lula. « Au lieu de perdre les deux tiers de mon temps dans des bagarres internes, je préfère me consacrer à un travail dans la société civile, qui a besoin d'organisation ».

Comme Maude Barlow, Chico Whitaker fait partie de ceux qui « veillent à ce que les biens communs de l’humanité ne soient ni privatisés ni transformés en marchandises, comme l’exige la dynamique profonde du capitalisme ». « Je ne suis pas catastrophiste, mais je suis très préoccupé. Si les changements climatiques continuent de s'intensifier, le problème de l'eau va devenir très sérieux, tout comme celui de la faim. »
En 2007, il devient un conseiller du Conseil pour l'avenir du monde.

## Reconnaissance
En 2003, Chico Whitaker a reçu la « Médaille de Vermeil de la Municipalité de Paris ».
Chico Whitaker est récipiendaire du Right Livelihood Award en 2006, « pour le travail de toute une vie dévouée pour la justice sociale, qui a renforcé la démocratie au Brésil et a contribué à donner naissance au Forum Social Mondial, en montrant que “un autre monde est possible”. »

## Œuvres
- Chico Whitaker (trad. Celina Whitaker et Julien Foirier), Changer le monde : [Nouveau] mode d'emploi, Editions de l'Atelier, 2006, 256 p. (ISBN 978-2-7082-3876-3, lire en ligne) [7].